# پدرخوانده (موسیقی متن)
پدرخوانده، موسیقی متن فیلمی به همین نام است که در سال ۱۹۷۲ توسط پارامونت رکوردز و در سال ۱۹۹۱ بر روی لوح فشرده توسط MCA منتشر شد. آهنگ "من فقط یک قلب دارم" توسط آل مارتینو خوانده شده است که آن را در نقش شخصیت جانی فونتین در فیلم اجرا کرد.
این موسیقی نامزد جایزه اسکار شد . با این حال، آکادمی پس از تعیین این که " موضوع عشق " نسخه بازنویسی شده ای از موسیقی نینو روتا از فیلم فورتونلا در سال ۱۹۵۸ است، نامزدی را پس گرفت. 